# Château de la Poupelière
Le Château de la Poupelière est un château français situé à Ahuillé, dans le département de la Mayenne et la région des Pays de la Loire. Il est situé près du bourg, au Sud.

## Histoire
Il s'agissait d'un château du XIXe siècle dont la partie centrale est ajourée complètement en vitrage. Bossé, domestique, s'enrôla dans les Chouans, 1794.

### Sources et bibliographie
- « Château de la Poupelière », dans Alphonse-Victor Angot et Ferdinand Gaugain, Dictionnaire historique, topographique et biographique de la Mayenne, Laval, A. Goupil, 1900-1910 [détail des éditions] (BNF 34106789, présentation en ligne)